# Sviatoslav Zabelin
Sviatoslav Zabelin (nascido em 1950) é um ambientalista russo. É fundador da rede ambientalista União Sócio-Ecológica. Ele recebeu o Prémio Ambiental Goldman em 1993.